# 臺菲漁業衝突
臺菲漁業衝突是指中華民國與菲律賓兩國數十年來在各自主張之專屬經濟海域重疊區域上多次發生的時候漁業糾紛，甚至造成漁民傷亡。漁業署統計從1990年至2012年，菲律賓就扣留了108艘台灣漁船。有漁民指到南海捕魚時必須帶大筆現金在身上，以應付菲律賓海巡署公務船的「登船安檢」。這個習慣被形容為漁民之間的「潛規則」。

## 事件

### 1968年
- 1968年7月20日，東港漁船連春財號遭菲律賓扣捕。[5]

### 1981年8月
- 屏東琉球籍兩艘漁船建和志號、全盈茂號在南中國海遭菲律賓公務船開槍追逐，建和志號被擊中油艙爆炸起火燃燒，同是堂兄弟的五個船員活活燒死。[6][5]

### 1984年2月
- 琉球籍的海漁成號在北緯12度、東經116度的南中國海上作業，被編號28號的菲律賓軍艦開砲追擊及捕獲，結果漁獲及物品充公，並被菲律賓以索賠開砲所使用的軍費為由勒索，船員每人賠償10萬美元後獲釋。5名船員被菲律賓扣押4個多月後駕船返回臺灣。[7]

### 1984年5月
- 高雄市籍五川三號為拖救故障的東港籍進吉春號，雙雙被菲律賓軍艦扣押，包括全數18名船員。另外一艘東港籍德財興號亦因為機器故障漂流，被菲律賓扣押全數船員11人。東港籍成豐六號被菲律賓扣押5個月後獲釋，5名船員返回臺灣。西嶼鄉豐振興號遇難發出求救訊號，隨即失蹤，5名船員生死不明。[7]

- 赫連號5名船員失蹤。敏利號5名船員失蹤。瑞昇號5名船員失蹤。東港籍忠和興號和一艘小琉球漁船被不明國籍艦艇追逐8小時，一直追到蘭嶼海面才脫險。[7]

### 1984年6月
- 行政院表示中華民國國軍全力護魚收效。不久，被菲律賓扣押的進吉春號和五川三號被勒索38,000美元軍費後獲釋。[7]

- 高雄市市長許水德在高雄市議會上說：高雄市籍漁船被外國扣留的共有80艘，人船均獲釋的有37艘，人已回來、船仍然被扣留的有22艘，還有一艘人船均被扣留。[7]

### 1984年9月
- 吉進興號被菲律賓扣押，有菲律賓華僑傳話獲得60萬元後會放船。聯豐發號在被菲律賓扣押後亦遭菲律賓華僑敲詐。[7]

### 1984年10月
- 聯豐號遭菲國劫持，劫持所用武裝船，疑為台灣海難漁船改裝。[7]

### 1984年11月
- 被扣的吉興號5名船員在菲律賓斷炊，寫信回國救援。[7]

### 1984年12月
- 高雄市15艘漁船、200餘船員被扣海外，其中大部分為臺灣原住民，船公司遲不援救船員，亦無發配家屬安家費用。[7]

### 2002年4月
- 屏東縣籍漁船滿吉財三號船長被菲律賓囚禁1年6個月，繳付巨額罰金後獲釋。[8]

### 2004年
- 東港籍漁船成福利號在菲律賓北方巴丹群島海域被一艘菲律賓武裝艦艇以機關槍掃射，導致船長王保生因為身中數槍，當場斃命。[9]

### 2004年4月
- 琉球籍興億福號漁船因為機件故障漂流至菲律賓巴丹群島海域擱淺，海岸巡防署接獲船長陳隆泰求救訊息後，派出花蓮艦馳援。結果遭到島上武裝份子開槍攻擊，興億福號被洗劫一空，最終船上6名船員成功獲救。[8][10]

### 2006年1月
- 1月5日，臺東縣籍漁船滿春億號在巴丹群島東南方約500公尺處海域作業時，遭到菲律賓警察朝著駕駛艙以M14和M16步槍連續掃射，導致船長陳安老右大腿動脈中彈，失血過多死亡，胞弟陳明德臀部中彈受傷。[11]

### 2009年5月
- 屏東縣琉球籍漁船紫福添號於5月12日，因躲避颱風駛近菲律賓海域，等到風雨過後準備返航，卻被當地海巡隊以越界捕魚為由遭扣押。當持船上成員包括船長洪勝福等兩名台籍幹部及10名印尼漁工全數遭軟禁。由於當地漁業單位多，漁船被扣後多方單位以罰款為由多重索錢，期間家屬多次到菲律賓斡旋，前後付款150萬元新台幣仍不放行。至8月3日船長趁天候不佳，斷纜逃出菲國港口，於8月4日安全返回屏東東港。[12]

### 2013年5月
- 5月9日，台灣屏東縣琉球鄉籍漁船廣大興28號於巴士海峽裏中華民國（台灣）主張之經濟海域上捕魚時，被菲律賓海巡署的漁政公務船（編號MCS-3001）開槍攻擊與追逐。事件當中廣大興28號船員洪石成中彈身亡。此事使得台菲關係越見緊張[13]。另外，事件發生當時，另艘台灣漁船「明正福12號」亦在附近，但未注意到廣大興28號已被攻擊，之後同艘公務船轉向明正福12號，整整追逐3個半小時，整起事件最終導致中華民國海軍、空軍與海巡直接南下，以海上演訓警告菲律賓政府[14][15][16]。

## 連結
- 屏東東港漁船在公海作業被菲船艦扣留
- 農委會營救被扣在菲東港三艘漁船
- 屏東吉隆號和先結群號漁船返回東港 受親友歡迎

- 兩艘東港漁船又遭菲國查扣

- 菲扣兩月餘…我漁船趁夜「逃」回家 （页面存档备份，存于）